# Elements (day after tomorrowのアルバム)
『elements』（エレメンツ）は、日本の音楽ユニット・day after tomorrowが2003年3月26日にavex traxから発売した1枚目のオリジナルアルバムである。

## 内容
前作『day after tomorrow II』から約4か月ぶりにして、初のオリジナルアルバム。
ジャケットでメンバーが乗っているシルバーの車のセットは「day after tomorrow号」と銘打たれ、後に日本ユニセフ協会に全額寄付するためにインターネットオークションに出品された。
2枚組CCCD規格の初回受注限定盤とCCCD+DVD規格の初回受注限定盤、CCCD規格の通常盤の3形態で発売された。2枚組CCCD規格には新録曲で構成されたディスク1に加え『day after tomorrow』『day after tomorrow II』の収録曲で構成されたディスク2が、DVD付きCCCD規格には前述のディスク1に「faraway」「My faith」「futurity」を追加収録したものに前述のシングルの表題曲のミュージック・ビデオと『a-nation '02』のライブ映像を収録したDVDが同梱された。通常盤はDVD付きCCCD規格のDVD未同梱盤となっている。
オリコンチャート初登場3位を獲得。2作連続でトップ3入りを果たした。

## 収録曲
| #         | タイトル                   | 作詞      | 作曲      | 編曲                                   | 時間  |
| --------- | -------------------------- | --------- | --------- | -------------------------------------- | ----- |
| 1.        | 「High-Spirit」            | misono    | 鈴木大輔  | 五十嵐充、day after tomorrow           | 4:35  |
| 2.        | 「Time Of Destiny」        | 北野正人  | 北野正人  | 五十嵐充、day after tomorrow           | 4:18  |
| 3.        | 「ありふれた日常を捨てて」 | 北野正人  | 北野正人  | 五十嵐充、day after tomorrow           | 3:17  |
| 4.        | 「Sentence」               | misono    | 北野正人  | 石塚知生、五十嵐充、day after tomorrow | 4:08  |
| 5.        | 「Stay in my heart」       | misono    | 鈴木大輔  | 石塚知生、五十嵐充、day after tomorrow | 5:19  |
| 6.        | 「Oval」                   |           | 鈴木大輔  | day after tomorrow                     | 1:30  |
| 7.        | 「Losing myself」          | misono    | 鈴木大輔  | 五十嵐充、day after tomorrow           | 4:37  |
| 8.        | 「FUNNY DAYs」             | 北野正人  | 北野正人  | 石塚知生、五十嵐充、day after tomorrow | 4:20  |
| 9.        | 「Morning glow」           |           | 北野正人  | day after tomorrow                     | 1:18  |
| 10.       | 「grow」                   | misono    | 鈴木大輔  | 五十嵐充、day after tomorrow           | 5:17  |
| 11.       | 「naturally」              | misono    | 鈴木大輔  | 石塚知生、五十嵐充、day after tomorrow | 3:47  |
| 12.       | 「flower of youth」        | 鈴木大輔  | 鈴木大輔  | 石塚知生、五十嵐充、day after tomorrow | 4:26  |
| 合計時間: | 合計時間:                  | 合計時間: | 合計時間: | 合計時間:                              | 46:52 |

| 全作詞: misono。 |                       |           |           |                                        |      |
| #                | タイトル              | 作詞      | 作曲      | 編曲                                   | 時間 |
| 1.               | 「for you」           | misono    | 鈴木大輔  | 五十嵐充                               | 4:30 |
| 2.               | 「Hello, everybody!」 | misono    | 北野正人  | 五十嵐充、day after tomorrow           | 3:51 |
| 3.               | 「rosy girl」         | misono    | 北野正人  | 五十嵐充、day after tomorrow           | 4:08 |
| 4.               | 「gift」              | misono    | 鈴木大輔  | 五十嵐充                               | 5:49 |
| 5.               | 「futurity」          | misono    | 鈴木大輔  | 五十嵐充、day after tomorrow           | 4:29 |
| 6.               | 「gradually」         | misono    | 五十嵐充  | 五十嵐充                               | 4:53 |
| 7.               | 「melody」            | misono    | 鈴木大輔  | 石塚知生、五十嵐充、day after tomorrow | 5:19 |
| 8.               | 「after all…」        | misono    | 五十嵐充  | 五十嵐充、day after tomorrow           | 4:54 |
| 9.               | 「prize」             | misono    | 鈴木大輔  | 五十嵐充                               | 4:19 |
| 10.              | 「vivace」            | misono    | 北野正人  | 五十嵐充                               | 3:45 |
| 11.              | 「faraway」           | misono    | 北野正人  | 石塚知生、五十嵐充                     | 5:15 |
| 12.              | 「My faith」          | misono    | 鈴木大輔  | 五十嵐充、day after tomorrow           | 5:10 |
| 合計時間:        | 合計時間:             | 合計時間: | 合計時間: | 56:22                                  |      |

### 解説
1. High-Spirit
3rdシングルの隠しトラック。
2. Time Of Destiny
3. ありふれた日常を捨てて
4. Sentence
5. Stay in my heart
後に4thシングルの表題曲としてリカットされた。
6. Oval
今作のインタールード。
7. Losing myself
8. FUNNY DAYs
9. Morning glow
今作のインタールード。
10. grow
11. naturally
後に4thシングルのカップリング曲としてリカットされた。
12. flower of youth
13. for you
1stミニアルバムの収録曲。
14. Hello, everybody!
2ndミニアルバムの収録曲。
15. rosy girl
2ndミニアルバムの収録曲。
16. gift
1stミニアルバムの収録曲。
17. futurity
3rdシングルの表題曲。
18. gradually
1stミニアルバムの収録曲。
19. melody
2ndミニアルバムの収録曲。
20. after all…
2ndミニアルバムの収録曲。
21. prize
1stミニアルバムの収録曲。
22. vivace
1stミニアルバムの収録曲。
23. faraway
1stシングルの表題曲。
24. My faith
2ndシングルの表題曲。

## 参加ミュージシャン
day after tomorrow
- misono：Vocals
- 北野正人：Guitar
- 鈴木大輔：Keyboards

support musician
- 五十嵐充：Programming & Keyboards (全曲)
- 石塚知生：Programming & Keyboards (DISC 1#4,5,8,11,12、DISC 2#7,11)
- 加藤薫：Electric Guitar & Acoustic Guitar (全曲)
- 弦一徹：Violin (DISC 2#6)
- 広谷順子：Backing Vocals (DISC 2#7,8)

## タイアップ
- フジテレビ系列バラエティ番組『奇跡体験!アンビリバボー』2003年4月〜6月度エンディングテーマ (DISC 1#5)
- フジテレビ系列バラエティ番組『めちゃ×2イケてるッ!』2003年4月〜12月度エンディングテーマ (DISC 1#11)
- フジテレビ系列バラエティ番組『プチ・マリッジ』テーマソング (DISC 2#1)
- フジテレビ系列月曜9時枠連続ドラマ『ホーム&アウェイ』オープニングテーマ (DISC 2#2)
- 日本テレビ系列スポーツバラエティ番組『S.O.S』イメージソング (DISC 2#3)
- フジテレビ系列バラエティ番組『トリビュート』テーマソング (DISC 2#4)
- アルペン『kissmark』TV-CMソング (DISC 2#5)
- フジテレビ系列バラエティ番組『B.C.ビューティー・コロシアム』2002年4月〜9月度テーマソング (DISC 2#6)
- フジテレビ系列バラエティ番組『奇跡体験!アンビリバボー』2002年7月〜9月度エンディングテーマ (DISC 2#7)
- フジテレビ系列バラエティ番組『B.C.ビューティー・コロシアム』2002年10月〜2003年3月度テーマソング (DISC 2#8)
- フジテレビ系列バラエティ番組『熱血!サンタマリア』テーマソング (DISC 2#9)
- テレビ東京系列バラエティ番組『ブランサンク』エンディングテーマ (DISC 2#10)
- 森永製菓『ICE BOX』TV-CMソング (DISC 2#11)
- フジテレビ系列月曜9時枠連続ドラマ『ホーム&アウェイ』主題歌 (DISC 2#12)